# Fernand de Schickler
Fernand David Georges de Schickler, né le 24 août 1835 à Paris et mort le 13 octobre 1909 dans la même ville, est un banquier et historien français. 
Il est président de la Société de l'histoire du protestantisme français de 1865 à 1909, mécène de la société pour laquelle il acquiert son siège actuel au 54 rue des Saints-Pères à Paris ; il est également le fondateur de sa bibliothèque.

## Biographie
Fernand de Schickler est issu d'une famille de banquiers, d'origine hongroise, qui s'exile pour des raisons religieuses au XVIe siècle, et se fixe en Suisse, à Bâle jusqu'à la fin du XVIIe siècle, puis à Mulhouse, Berlin et finalement Paris. 
Il naît à Paris, fait son catéchisme avec Athanase Coquerel. 

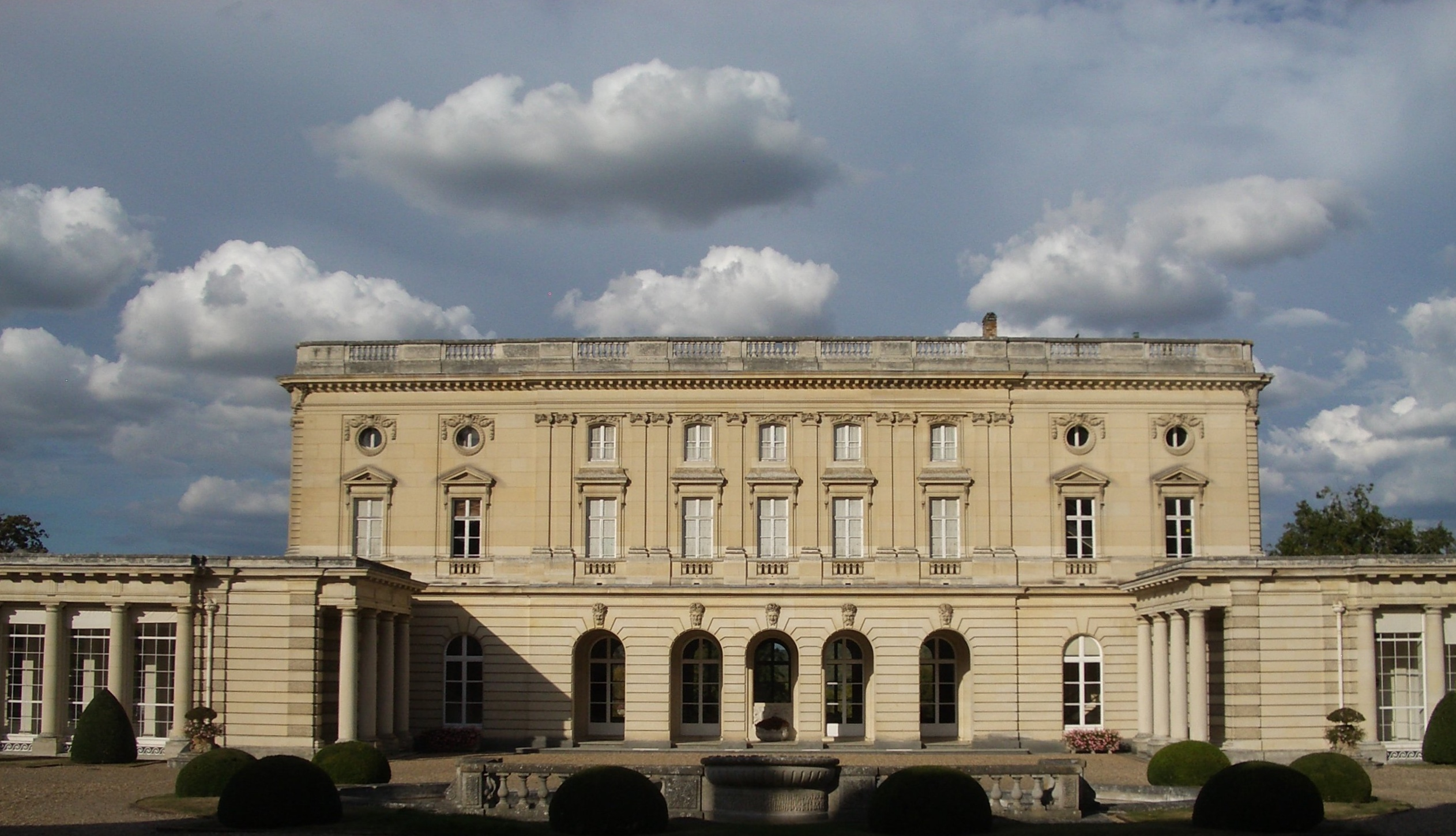
Château de Bizy.

En 1858 il achète des princes d'Orléans le château de Bizy à Vernon et en 1860 le fait reconstruire dans le style néo-classique romain  et aménager par l'architecte William Henry White. Il le lèguera à son petit-neveu, descendant de sa sœur Malvina d'Albufera, artiste peintre, épouse de Louis Napoléon Suchet, second duc d'Albuféra et maire de Vernon.
De son mobilier a subsisté une série de fauteuils de style Empire en bois laqué et doré (photographiée en  2008 dans la salle du conseil du groupe AXA dans l'ex-hôtel de La Vaupalière à Paris).
Il est éu au comité de la Société de l'histoire du protestantisme français en 1864, et en est le président de 1865 à sa mort en 1909. Il exerce de nombreuses fonctions, au sein du protestantisme français : président de la Société biblique protestante de Paris (1878), membre du conseil central des Églises réformées (1879), président de la Société de l'Instruction primaire parmi les protestants de France (1892), et au-delà, notamment comme président de la Société de l'Histoire de France (1902).
Il est l'auteur d'une histoire des Églises du refuge en Angleterre en trois volumes, d'un manuscrit sur le réformateur protestant John Véron (en), et d'articles sur la « Géographie historique du protestantisme français » et sur « Les Églises du refuge », dans l'Encyclopédie des sciences religieuses.

## Fondateur de la bibliothèque de la Société de l'histoire du protestantisme français
Il fonde la bibliothèque à son domicile,  17 place Vendôme à Paris, puis offre à la Société l'immeuble du 54 rue des Saints-Pères qu'elle occupe depuis.

## Publications
- En Orient : souvenirs de voyage, 1858-1861, Paris, Michel Lévy Frères, 1863, lire en ligne sur Internet Archive
- Les Églises du Refuge en Angleterre, Paris, Fischbacher, 1892, lire en ligne sur Gallica t. 1  et t. 2

## Distinctions
- 1865 : président de la Société de l'histoire du protestantisme français
- 1902 : président de la Société de l'histoire de France
- 1909 : docteur honoris causa de l'université de Genève[4]